# Нанкинский университет информационных наук и технологий
Нанкинский университет информационных наук и технологий (НУИНТ, кит. 南京信息工程大学, пиньинь Nánjīng Xìnxī Gōngchéng Dàxué, палл. Наньцзин синьси гунчэн дасюэ), в разговорной речи Нань Синь Да (кит. 南信大, пиньинь Nánxìndà, палл. Наньсиньда) — университет в Нанкине, КНР, созданный в 1960 году как Метеорологический колледж Нанкинского университета. В мае 1963 колледж был переименован в Нанкинский метеорологический институт. НУИНТ — старейшее высшее учебное заведение по метеорологии в Китае. Нынешнее название было принято в мае 2004 года.
Университет предлагает программы бакалавриата, магистратуры и докторантуры в таких областях как атмосферные науки, информационные и технологические науки, экология, инженерия, литература, экономика, право и сельское хозяйство.

## Стипендии
НУИНТ предлагает несколько видов стипендий для местных и иностранных студентов. Это один из двух университетов, предлагающих стипендию правительства Китая и программу WMO. Это специальная стипендия, предлагаемая изучающим метеорологию или схожие науки. Другой университет, предлагающий эту стипендию — университет Хэхай.

## Международное сотрудничество
Осенью 2013 в университет поступило более чем 200 иностранных студентов из 43 различных стран. Университет обменивается студентами с более чем 15 высшими учебными заведениями других стран. Среди них: Гавайский университет, Мэрилендский университет, Манчестерский университет и другие.